# MH Légierő Parancsnokság
A Magyar Honvédség Légierő Parancsnokság, az Országgyűlés, a Kormány, a honvédelmi miniszter és a Vezérkar Főnök által előírt követelmények szerint vezeti a Magyar Honvédség légierejét. A parancsnokság központja Veszprémben található.

## Története
1960-ban az Országos Légvédelmi Parancsnokság kivált a Honvédelmi Minisztérium szervezetéből, és önálló hadrendi elemként működött tovább. Ezzel a honi légvédelmi csapatok szigorúan centralizált rendszerének egyetlen vezető szervezete lett. A honvédelmi miniszter parancsára megalakult az első légvédelmi összfegyvernemi magasabbegység, a MN 1. Honi Légvédelmi Hadosztály. 1984-ben egy több éven át előkészített döntés alapján megszüntették a hadosztály szervezetét. A magyar honi légvédelmi csapatokat egyetlen hadtestbe szervezték át.
1991 decemberében a légvédelmi hadtest bázisán, Veszprémben megalakult az MH Légvédelmi Parancsnoksága, és átvette Magyarország légterének védelmét. Az 1990-es évek elején a Magyar Légierő két parancsnokságból állt. Név szerint a MH Légvédelmi és Repülő Parancsnokságból és a MH Csapatrepülő Parancsnokságból. 1997. szeptember 1-jén a haderőreform részeként átalakult a Magyar Honvédség vezetési rendszere, megalakult az új Honvéd Vezérkar, a Szárazföldi Vezérkar, a Légierő Vezérkar és a Logisztikai Főigazgatóság. A 40 év után ismét önálló haderőnemmé vált Légierő Vezérkar struktúrája. Ami már megfelel a NATO-országok légierejét irányító vezérkarok felépítésének.
2001. december elsejétől a Magyar Honvédség légierejének szervezeti rendszere megváltozott, Légierő Vezérkarból átalakult Légierő Parancsnoksággá.
2007. január elsejétől feladatát a Magyar Honvédség Összhaderőnemi Parancsnokság vette át.
2019. január elsejei hatállyal megalakult a Magyar Honvédség Parancsnoksága, amin belül mint légierő haderőnem szemlélőség működött.
2023. január elsejével újból felállításra került a Magyar Honvédség Légierő Parancsnoksága.

## Egységek 2001-ben
- Harcoló egységek:
  - MH 59. Szentgyörgyi Dezső Repülőbázis 
  - MH 86. Szolnok Helikopter Ezred
  - MH 12. Arrabona Légvédelmi Rakétadandár
- Harcbiztosító egységek:
  - MH 54. Veszprém Radarezred
- Kiszolgáló egységek:
  - MH Pápa Bázisrepülőtér
  - MH 1. Logisztikai és Támogató Zászlóalj
- Külföldi missziók:
  - UNFICYP Magyar Kontingens (Ciprus)

## Egységek 2023-ban
- MH Dánielfy Tibor 205. Légvédelmi Rakétaezred - Győr
- MH vitéz Szentgyörgyi Dezső 101. Repülődandár - Kecskemét
- MH Kiss József 86. Helikopterdandár - Szolnok
- MH Légi Vezetési és Irányítási Központ - Veszprém
- MH 47. Bázisrepülőtér - Pápa

## Parancsnokok
- Kositzky Attila vezérőrnagy (1997. szeptember 1. - 1999. március 3.), mint a MH Légierő Vezérkar Főnöke
- Talla István vezérőrnagy (1999. március 4. - 2001. november 30.)
- Balogh Imre vezérőrnagy (2001. december 1. - 2004. március 28.)
- Sági János vezérőrnagy (2004. március 29. - 2006. október 31.)
- Varga János dandártábornoknak (2006. november 1. - 2006. december 31.)[1]